# NGC 7675
NGC 7675 (другие обозначения — PGC 71518, MCG 1-59-83, HCG 96B, NPM1G +08.0559) — галактика в созвездии Пегас.
Этот объект входит в число перечисленных в оригинальной редакции «Нового общего каталога».